# Dracopelta
Dracopelta foi encontrado em Portugal por Peter Galton em 1980 em Ribamar, havendo algumas dúvidas se terá sido na localidade Ribamar no concelho da Ericeira, ou na povoação Ribamar existente no concelho da Lourinhã, pensa-se que a opção mais provável é a última. Apenas parte do seu esqueleto está fossilizado e pode ser observado no Museu Geológico, em Lisboa, e no Museu da Lourinhã. Este dinossauro pertence ao grupo dos anquilossauros, e tal como os restantes membros deste grupo, tinha um dorso coberto de placas ósseas, e/ou talvez espigões, formando assim uma autêntica armadura. Possuía um bico córneo que tinha a função de cortar a vegetação e, na parte posterior da boca, dentes que serviam para triturar os alimentos (dinossauro herbívoro). Estima-se que as suas dimensões serão por volta dos dois metros comprimento (ou mais). Está classificado como Ornitísquio. Viveu no período do Jurássico Superior há aproximadamente 150 milhões de anos.